# Empoasca confusania
Empoasca confusania är en insektsart som beskrevs av Ghauri 1979. Empoasca confusania ingår i släktet Empoasca och familjen dvärgstritar.
Artens utbredningsområde är Nigeria. Inga underarter finns listade i Catalogue of Life.